# Hvid nøkkerose
Hvid nøkkerose (Nymphaea alba) eller hvid åkande er en vandplante med kredsrunde flydeblade, der findes i næringsrige søer og langsomt flydende åer. Den er kendt for at have Danmarks største blomst. Både rødder, jordstængel og stilke har luftkanaler, som gør det muligt både at forsyne hele planten med ilt og at udlufte CO2.

## Beskrivelse
Hvid nøkkerose er en vandlevende flerårig urt med langstilkede flydeblade, der kan blive op til 20 centimeter i diameter. Bladene skyder op fra bunden på meterlange stilke i løbet af april-maj. De er kredsrunde-hjerteformede, håndstrengede og helrandede med læderagtig, mørkegrøn overside og rødlig underside.
Blomstringen sker i juni-august, hvor man først ser de oprette og ægformede, store knopper hæve sig op over overfladen. Senere åbner en stor blomst sig med talrige, hvide blosterblade og gule støvknapper. Frugterne er fler-rummede kapsler med mange frø.
Rodnettet består af en tyk, krybende jordstængel med mange, grove trævlerødder.
Højde x bredde og årlig tilvækst: 3 x 0,50 m (300 x 5 cm/år).

## Voksested
Planten er knyttet til langsomt flydende vandløb og søer med stor vanddybde (op til 3 meter). Den findes i hele Danmark, men også på tilsvarende voksesteder i hele Europa, nordafrika, mellemøsten, kaukasus, Himalaya og Sibirien.
I Ulstrup Langsø findes den i flydebladsvegetationen sammen med: gul åkande, vandpileurt og nogle naturaliserede, gullige og rødlige varieteter af hvid nøkkerose.
| Portal | Portal:Botanik |

## Note
1. ↑  www.nm.aaa.dk: NOVANA: 2004 Vegetationen i Ulstrup Langsø